# Seututie 115
Pour les articles homonymes, voir Route 115.
La route régionale 115 (finnois : Seututie 115) est une route régionale allant de Sunnanvik à Siuntio jusqu'à Siuntio en Finlande,,.

## Présentation
La seututie 115 est une route régionale d'Uusimaa.
La route 115 part de la Kantatie 51, passe par la gare de Siuntio et se termine au village de Siuntio.